# Baca (Iucatã)
Baca é um município do estado do Iucatã, no México. Conta com uma extensão territorial de 118,78 km². A população do município calculada no censo 2005 era de 5.357 habitantes.